# Grande Coupure
Als Grande Coupure wird in der Paläontologie ein bedeutender Faunenaustausch bezeichnet, der sich an der Wende Eozän/Oligozän (Grenze Priabonium/Rupelium) vor etwa 33,9 Mio. Jahren ereignete. Dieser Einschnitt war mit einem großen Artensterben sowie einem markanten Temperaturabfall sowohl an Land als auch in den Weltmeeren verknüpft. Ein Großteil der damaligen Palaeotherien (frühe Pferde), Primaten (Herrentiere), Creodonta (Urraubtiere) und andere Tiergruppen fielen den stark veränderten Umweltbedingungen zum Opfer. Neu entstandene Formen ersetzten daraufhin die ausgestorbenen Taxa.

## Geschichte und Terminologie
Der Begriff Grande Coupure, französisch ‚großer (Ein)Schnitt‘, wurde 1909 vom schweizerischen Paläontologen Hans Georg Stehlin geprägt und in die wissenschaftliche Literatur eingeführt. Im Englischen wird die Bezeichnung Eocene-Oligocene extinction event oder manchmal auch nur MP 21 event verwendet (MP für Mammal Paleogene).

## Auswirkungen
Die Bilanz der Grande Coupure für Europa stellt sich folgendermaßen dar:
- Etwa 60 % der eozänen Säugetiergattungen starben zu Beginn des Rupeliums (Unteres Oligozän) aus.
- 66 % der während des Rupeliums existierenden Säugetiergattungen waren im Eozän noch nicht vorhanden (so treten im Rupelium 13 völlig neue Familien mit 20 neuen Gattungen auf).

Insgesamt gesehen führte die Grande Coupure zu einer entwicklungsgeschichtlichen Umwälzung, Diversifizierung und Faunenerneuerung (Faunenaustausch).
Im Einzelnen wurden folgende Faunengruppen vom Aussterben an der Wende Priabonium/Rupelium betroffen:

### Betroffene Faunengruppen

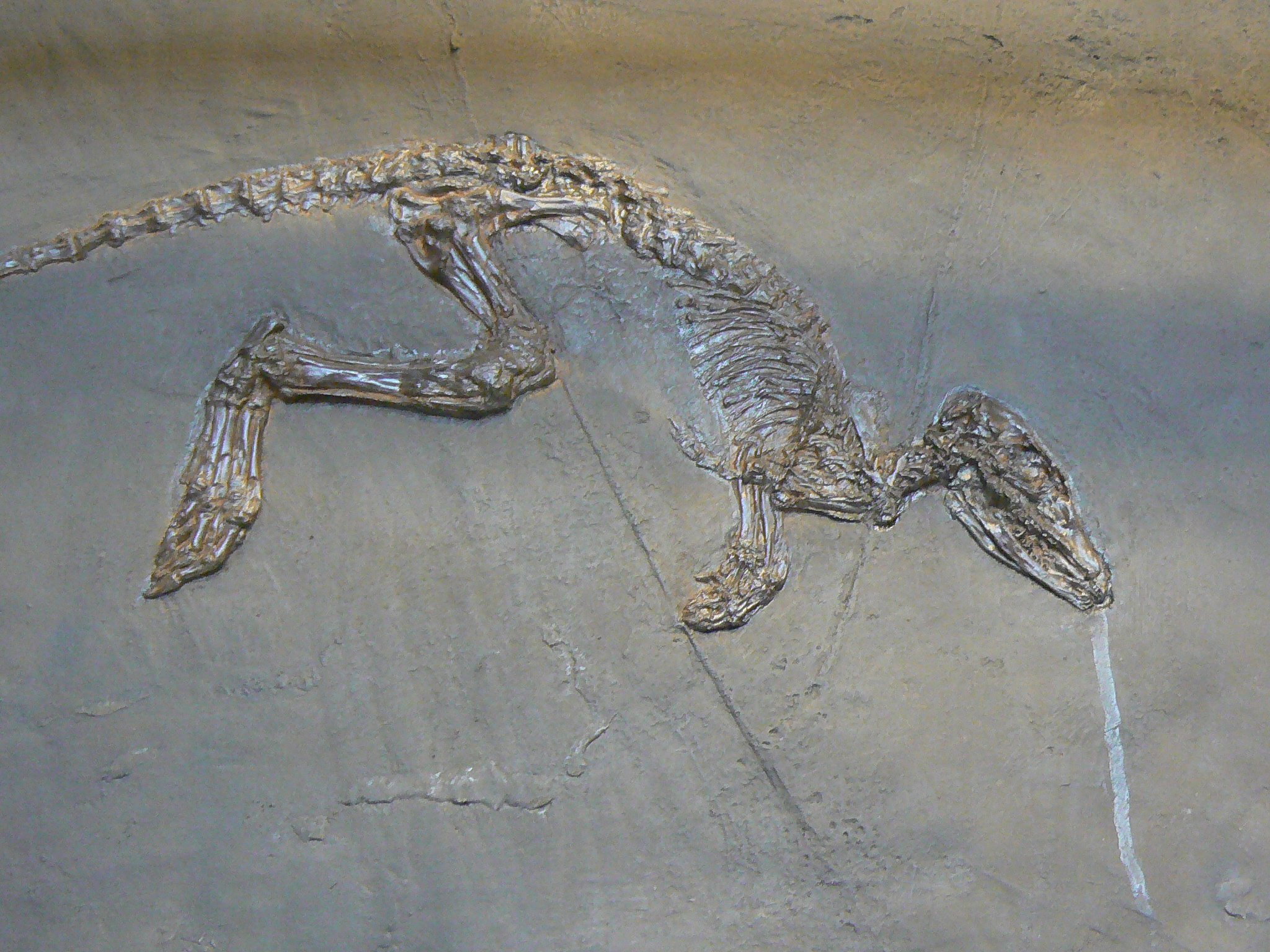
Der urtümliche Insektenfresser Leptictidium auderiense

- Apatotheria (Spitzmausähnliche), deren Familie
  - Apatemyidae vollständig ausstarb.
- Artiodactyla (Paarhufer). Waren weniger betroffen, verloren aber einige Linien unter den:
  - Anoplotherioidea
  - Dacrytheroidea
  - Xiphodontoidea
  - Die Familie der Choeropotamidae starb aus.
- Carnivora (Raubtiere), wurden schwer betroffen.
  - Ihre Überfamilie Arctoidea (Marderartige, Seehunde, Bären etc.) verlor die Gattung Cynodictis, die jedoch von Amphicyonodon ersetzt wurde.
- Cetacea (Wale). Die Basilosauridae, ein Seitenzweig der Archaeoceti, sind wahrscheinlich unmittelbar nach der Grande Coupure erloschen.
- Creodonta (Urraubtiere). Sie waren relativ wenig betroffen. Pterodon erlosch, Hyaenodon wurde allmählich durch asiatische Taxa verdrängt.
- Insectivora (Insektenfresser). Sie verloren die Amphilemuridae und die Nyctitheriidae.
- Leptictida (frühe Insektenfresser). Sie starben vollständig aus.
- Mesonychia. Auch sie erloschen vollständig.
- Perissodactyla (Unpaarhufer)
  - Equidae (Pferde). Bei ihnen wurden die Palaeotheriidae (ein Urpferde-Seitenzweig) schwer getroffen. Es überlebten nur wenige Gattungen wie Palaeotherium und Plagiolophus, das aber dann 2 Millionen Jahre nach dem Faunenschnitt ebenfalls ausstarb.
  - Tapiroidea (Tapire). Sie verloren die Familien:
    - Isectolophidae
    - Lophialetidae
    - Lophiodontidae
- Primaten (Herrentiere). Sie verschwanden mit dem Aussterben der Plesiadapiformes fast vollständig aus Europa, nur das Taxon Pseudoloris überlebte in Spanien, starb aber dann während des Oligozäns ebenfalls aus.
- Proboscidea (Rüsseltiere). Sie verloren die Frühform Barytherium.
- Rodentia (Nagetiere). Bei ihnen endeten die Familien:
  - Isochromyidae (Hörnchenverwandte)
  - Protoptychidae
  - Reithroparomyidae
  - Sciuravidae

### Neu erschienene Faunengruppen
Neuerscheinungen im Rupelium waren:
- Artiodactyla mit den
  - Gelocidae
  - Hypertragulidae
  - Leptomerycidae
- Carnivora mit den

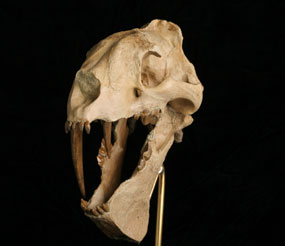
Eusmilus, ein nach der Grande Coupure aufgetretener Nimravide

  - Felidae (Katzen) Eusmilus, Nimravus und Quercylurus
- Chiroptera (Fledermäuse). Die folgenden Familien entstanden unmittelbar nach der Grande Coupure
  - Megadermatidae
  - Phyllostomatidae
- Insectivora mit den
  - Soricidae (Soricoidea)
- Lagomorpha (Hasenartige)
- Perissodactyla (Unpaarhufer) mit den
  - Chalicotheriidae (Ancylopoda)
  - Tapiridae
- Rhinocerotoidea (Nashornartige), darunter die
  - Amynodontidae mit Cadurcotherium
  - Hyracodontidae mit Paraceratherium
  - Rhinocerotidae mit Epiaceratherium und Ronzotherium
- Rodentia (Nagetiere), darunter die
  - Aplodontia
  - Castoroidea (Biber) mit Stenofiber
  - Caviomorpha. Sämtliche (der auf Südamerika beschränkten) Familien dürften aus einer an der Grande Coupure entstandenen Urform hervorgegangen sein.
  - Cylindrodontidae
  - Eutypomyidae
  - Heteromyidae
  - Myomorpha mit Eomyidae
  - Sciuroidea (Hörnchen) mit Palaeosciurus
  - Tsaganomyidae

Gemäß J. J. Hooker u. a. (2004) wird die Grande Coupure in Europa durch den Übergang von einer rein endemischen Fauna zu einer Mischfauna mit asiatischen Elementen gekennzeichnet. Für sie wurde die Fauna vor der Grande Coupure eindeutig von der perissodaktylen Familie der Palaeotheriidae, von 6 artiodaktylen Familien (Amphimerycidae, Anoplotheriidae, Cebochoeridae, Choeropotamidae, Dichobunidae und Xiphodontidae), von der Nagerfamilie der Pseudosciuridae, von den beiden Primatenfamilien Omomyidae und Adapidae sowie von der sehr urtümlichen Insektenfresserfamilie der Nyctitheriidae beherrscht.
Die Fauna nach der Grande Coupure beinhaltet echte Nashörner (Familie Rhinocerotidae), 3 artiodaktyle Familien (Anthracotheriidae,  Entelodontidae und Gelocidae, Vorläufer resp. der Flusspferde, Schweine und Wiederkäuer), die Nagetierfamilien Castoridae (Biber), Cricetidae (Hamster) und die Insektenfresserfamilie Eomyidae (Igel).
Nur die Beutelsäugerfamilie Herpetotheriidae, die artiodaktyle Familie Cainotheriidae und die beiden Nagetierfamilien Theridomyidae und Gliridae wurden von der Grande Coupure nicht berührt.

## Geochemische Trends in Tiefseesedimenten
Geochemische Untersuchungen an benthischen Foraminiferen aus Tiefseesedimenten haben für die Grande Coupure folgende Ergebnisse geliefert:
- Am auffälligsten ist ein sehr rascher Anstieg in den δ18O-Werten, die so genannte Sauerstoffanomalie Oi 1. Dies deutet auf einen ausgeprägten Temperaturabfall der Weltmeere an der Eozän-Oligozän-Grenze hin. Ein genereller Temperaturabfall hatte zwar bereits am Ende des Ypresiums begonnen, der Temperaturabfall während der Grande Coupure war mit 1 ‰ δ18O PDB jedoch markant. Erst im Chattium stabilisierten sich die Temperaturen wieder.
- Ab der Grande Coupure beginnt ein sehr deutlicher Anstieg im Strontiumisotopenverhältnis 87Sr/86Sr, der sich ins Neogen hin fortsetzt. Erhöhte Strontiumisotopenverhältnisse lassen auf einen erhöhten Sedimenteintrag schließen, welcher durch verstärkte orogene Aktivitäten ausgelöst wird.
- Gekoppelt an den Anstieg des Sauerstoffisotopenverhältnisses ist ein leichter kurzzeitiger Anstieg des Kohlenstoffisotops δ13C zu beobachten (um ebenfalls knapp 1 ‰), der im Verlauf des Rupeliums wieder zurückgeht und dann im Chattium wieder unter das alte Niveau absinkt. Dieser etwas eigenartige Befund (normalerweise fallen die Kohlenstoffwerte bei steigenden Sauerstoffwerten) lässt sich eventuell durch eine erhöhte biologische Produktion in den Weltmeeren erklären.
- In Sedimenten des Priaboniums wurden (mindestens) zwei Iridium-Anomalien entdeckt, die mit Meteoriteneinschlägen in Verbindung stehen und möglicherweise den generellen Abkühlungstrend noch beschleunigten.[3]

## Mögliche Ursachen
Die möglichen Ursachen für den Faunenschnitt sind vielfältig, folgende Möglichkeiten werden in Betracht gezogen:
- Plattentektonik
- klimatische Veränderungen
- Meteoriteneinschläge

### Plattentektonische Ursachen
- Fortgesetzte Norddrift der Südkontinente weg von der Antarktis.
- Öffnung des Nordatlantiks zwischen Grönland und Norwegen.
- Alpine Orogenetische Bewegungen (Auffaltung und Heraushebung der Alpen, Pyrenäen, Rocky Mountains etc.).

### Klimatische Veränderungen
Die klimatischen Veränderungen waren kausal mit der Plattentektonik beziehungsweise mit der darauf beruhenden Kontinentalverschiebung verknüpft. So entstanden aufgrund der Norddrift der Südkontinente Australien und Südamerika neue Meeresarme, nämlich die Tasmanische Passage und die Drakestraße, dadurch war die Landmasse von Antarktika von nun an geographisch und thermisch isoliert, letzteres aufgrund der Entstehung der stärksten Meeresströmung der Erde, des Antarktischen Zirkumpolarstroms. Auf der Nordhalbkugel öffnete sich der Nordatlantik und ermöglichte dadurch eine Verbindung zum Polarmeer.
Diese Neukonstellationen bewirkten eine Abkühlung der Meerestemperaturen bis in tiefe Bereiche um 5 °C. Gleichzeitig kam es auf Antarktika zu ersten Vergletscherungen. Demzufolge sank als Rückkoppelungseffekt der Meeresspiegel um etwa 30 Meter, und Schelfmeere fielen trocken, darunter auch die zwischen Europa und Asien gelegene Turgai-Straße. Dadurch konnten asiatische Faunengruppen nach Europa vordringen und die faunistischen Umwälzungen der Grande Coupure einleiten.
Das weltweite Absinken der Temperaturen hatte gravierenden Auswirkungen auf Flora und Fauna. Existierte beispielsweise in Europa während des Eozäns noch eine subtropische Vegetation, konnten sich ab der Grande Coupure aufgrund des kühleren und gleichzeitig trockeneren Klimas ausgedehnte Steppengebiete etablieren. Die endemische Fauna Europas sah sich somit einem mehrfachen evolutiven Stress ausgesetzt, der durch neue Nahrungskonkurrenten, globale Abkühlung und damit verbundene Umweltveränderungen bewirkt wurde.
Im späten Eozän vor rund 35 Millionen Jahren lag die atmosphärische CO2-Konzentration noch im Bereich von 1000 ppm. Parallel zu der vor 33,7 Millionen Jahren eintretenden globalen Abkühlung markierte das Wachstum des antarktischen Eisschilds den Beginn des Känozoischen Eiszeitalters. Innerhalb kürzester Zeit nahm die CO2-Konzentration um 40 Prozent ab und sank möglicherweise für einige Jahrtausende noch tiefer. Die Ursachen für diesen nach geologischen Maßstäben rapiden Klimawandel sind in manchen Details noch ungeklärt.

### Extraterrestrische Ursachen
Wie bei anderen großen Faunenschnitten im Fossilbericht werden auch für die Grande Coupure extraterrestrische Ursachen ins Feld geführt. So können zum Beispiel die Meteoritenkrater der Chesapeake Bay und von Toms Canyon zeitlich recht nahe (sie sind etwa 1 Million Jahre älter) an der Grande Coupure eingeordnet werden. Hingegen beträgt das Alter des 90 bis 100 km durchmessenden Popigai-Kraters im nördlichen Sibirien laut einer neuen Datierung 33,7 Millionen Jahre. Dieses Impakt-Ereignis liegt damit unmittelbar an der Eozän-Oligozän-Grenze und könnte ursächlich mit dem damaligen Massensterben verknüpft sein.

## Alter
Die Wende Priabonium/Rupelium und damit die Grande Coupure wird absolut mit 33,9 ± 0,1 Millionen Jahre BP datiert. Der GSSP für dieses Ereignis befindet sich in marinen Schichten bei Massignano in Italien. Er ist durch das Verschwinden der planktonischen hantkeniniden Foraminiferen definiert (letztes Auftreten von Turborotalia azulensis). Der GSSP entspricht ferner dem Ende der planktonischen Foraminiferenstufe P 17 innerhalb der Nannofossilzone NP 21 und liegt innerhalb der magnetischen Anomalie C 13r.1.
Das Auftreten erster asiatischer Faunen lässt sich in Nordwesteuropa im untersten Oligozän um 33,5 Millionen Jahre nachweisen, d. h. die Grande Coupure erstreckte sich über einen Zeitraum von etwa 350 000 Jahren.

### Datierung anhand von Landsäuger-Faunengemeinschaften
Für das Paläogen wurde eine ausführliche Chronologie anhand der  gefundenen Landsäugerassoziationen aufgestellt (engl. land mammal ages oder LMA). Diese fossilen Faunengemeinschaften fallen für die einzelnen Kontinente sehr unterschiedlich aus, folglich besitzt jeder Kontinent seine eigenen chronologischen Stufen (Asien = ALMA, Europa = ELMA, Nordamerika = NALMA und Südamerika = SALMA).
In Europa liegt die Grande Coupure zwischen den Stufen Headonium und Suevium bzw. zwischen den Stufen MP 20 und MP 21, gekennzeichnet durch das letzte Auftreten (engl. last appearance date oder LAD) der Xiphodontidae und kurz darauf der Amphimerycidae sowie von Palaeotherium; erstmals auftraten (engl. first appearance oder FAD) die Castoridae, Cricetidae, Entelodon und die Rhinocerotidae.
In Asien wird die Grande Coupure als Mongolische Umwälzung (engl. Mongolian Revolution) bezeichnet, die zwischen den Stufen Ergilium und Shandgolium erfolgte. In Nordamerika liegt die Grande Coupure zwischen den Stufen Chadronium und Orellum, gekennzeichnet durch das letzte Auftreten der Brontotheriidae, Cylindrodontidae und Oromerycidae sowie dem erstmaligen Erscheinen der Suoidea (Schweine) und der Gattung Hypertragulus calcaratus. In Südamerika ist sie zwischen den Stufen Mustersum und Tinguiriricum angesiedelt.

## Abschließende Betrachtung

Die Grande Coupure (letzter „Peak“ rechts) im Vergleich zu anderen Massenaussterben im Verlauf des Phanerozoikums

Die Grande Coupure war zweifellos ein bedeutender Einschnitt in die Faunenvielfalt (siehe Massenaussterben), insbesondere in Europa. Das mit ihr verknüpfte Artensterben, vorwiegend bei den Säugetieren, erreichte aber bei weitem nicht die Ausmaße der als „Big Five“ (die „Großen Fünf“) bezeichneten Ereignisse (Wenden Ordovizium/Silur, Oberes Devon (Kellwasser-Ereignis), Perm/Trias, Trias/Jura und Kreide/Paläogen).
Außerdem ist die Grande Coupure im Zeitabschnitt Mittleres Eozän (Lutetium) bis Unteres Oligozän kein singuläres Ereignis, sondern wird von mehreren kleineren Zäsuren flankiert.